# Paraphylax caffer
Paraphylax caffer är en stekelart som först beskrevs av Turner 1927.  Paraphylax caffer ingår i släktet Paraphylax och familjen brokparasitsteklar. Inga underarter finns listade i Catalogue of Life.